# Abadia de Val-Dieu
L'Abadia de la Mare de Déu de Val-Dieu, més coneguda com a Val-Dieu (neerlandès Godsdal, llatí Vallis Dei) és una antiga abadia cistercenca erigida al segle xiii a Aubel al comtat de Dalhem, ara a Bèlgica.
El monestir es va crear al segle xiii quan el comte de Dalhem, Lotari d'Are-Hochstaden va donar unes terres pantanoses situades a la confluència del Bel i Berwijn al monestir de Hocht (Lanaken), una dependència de l'Abadia d'Ebersbach (Magúncia). Va ser expropiat i venut durant l'ocupació francesa el 1798. Des de principis del segle xix uns monjos van assajar recrear l'abadia amb més o menys d'èxit. El 2001 els darrers monjos van abandonar el monestir, que va passar a un grup de laics que hi crearen un centre de reflexió religiosa inspirat de l'orde del Cister.
Els edificis actuals daten del segle xvii i XVII, l'església del XIX i són monuments llistats. Hi ha encara una cerveseria que produeix cerveses artesanes d'estil trapista. La producció del formatge va ser subcontractada a una formatgeria de Herve. A l'antiga cort hi ha un alberg Le Casse-Croûte on es serveixen especialitats de quilòmetre zero, un lloc ple d'encant molt estimat pels excursionistes a peu o amb bicicleta.